# Tokugawa Yoshimune
Tokugawa Yoshimune (徳川 吉宗?  n. 27 noiembrie 1684, Wakayama, Japonia – d. 12 iulie 1751) a fost al optulea shōgun al shogunatului familiei Tokugawa din Japonia, conducând din 1716 până la abdicarea sa în 1745. El a fost fiul lui Tokugawa Mitsusada, nepotul lui Tokugawa Yorinobu și strănepotul lui Tokugawa Ieyasu.

## Descendență
Yoshimune nu a fost fiul unui fost shōgun, ba din contra, el a fost un cadet al clanului Tokugawa. Tokugawa Ieyasu, fondatorul shogunatului Tokugawa, conștient de dispariția generației Minamoto în 1219, își dăduse seama că descendenții săi ar putea sa moară, lăsând astfel familia Tokugawa expusă la riscul de extincție. Totuși, atunci când fiul său Tokugawa Hidetada a fost cel de-al doilea shōgun, el își alesese alți 3 fii care să reprezinte „gosanke”-ul, reprezentanți ereditari care să constituie un shōgun în caz că nu mai exista un alt moștenitor masculin. Cei trei „gosanke” au fost filierele Owari, Kii și Mito.
Yoshimune provenea din filiera Kii. Fondatorul filierei Kii a fost unul dintre fiii lui Tokugawa Ieyasu, Tokugawa Yorinobu. Ieyasu l-a desemnat ca și daimyō al filierei Kii. Fiul lui Yorinobu, Tokugawa Mitsusada, l-a urmat. Doi dintre fiii lui Mitsusada l-au urmat apoi pe el, și când au murit, Tokugawa Yoshimune, cel de-al patrulea fiu al lui Mitsusada, a devenit daimyō al filierei Kii în 1705. Astfel, mai târziu, el devine shōgun.
Yoshimune avea legături strânse cu shōgunii familiei Tokugawa. Bunicul său, Tokugawa Yorinobu, a fost fratele celui de-al doilea shōgun, Tokugawa Hidetada, pe când tatăl lui Yoshimune, Tokugawa Mitsusada, a fost verișor al celui de-al treilea shōgun, Tokugawa Iemitsu. Astfel, Yoshimune a fost verișor de gradul al II-lea cu cel de-al patrulea și cel de-al cincilea shōgun (amândoi frați) Tokugawa Ietsuna și Tokugawa Tsunayoshi, de asemenea verișor de gradul II cu Tokugawa Tsunashige, al cărui fiu a devenit shōgun, Tokugawa Ienobu.

## Tinerețe (1684–1716)
Tokugawa Yoshimune a fost născut în 1684 într-o regiune bogată a filierei Kii, o regiune care era atunci condusă de tatăl sau, Tokugawa Mitsusada. Numele din copilărie al lui Yoshimune a fost Tokugawa Genroku (徳川 源六). La acea vreme, verișorul său de gradul al II-lea, Tokugawa Tsunayoshi domnea în Edo ca și shōgun. Kii era o regiune bogată a cărei valoare era de peste 500,000 koku (porții de orez pe un întreg an pentru o singură persoană), dar care era încă în datorii. Până și în perioada de domnie a lui Mitsusada, Filiera Kii era încă îngropată în datorii și avea de plătit înapoi shogunatului de atunci.
În 1697, Genroku a suferit o criză religioasă și și-a luat numele de Tokugawa Shinnosuke (徳川 新之助). În 1705, când Shinnosuke avea doar 21, tatăl său Mitsusada avea doi frați mai bătrâni decât el, ce au murit. Cu toate acestea, shōgun-ul de atunci, Tokugawa Tsunayoshi, l-a desemnat pe el daimyō al filierei Kii. He și-a schimbat numele în Tokugawa Yorimasa (頼方) și a început să administreze provincia. Cu toate acestea, marea datorie financiară pe care regiunea o avea shogunatului încă din perioada tatălui său, ba chiar din perioadă bunicului său, au continuat să fie o povară pentru  fondurile regiunii. Ce a înrăutățit lucrurile și mai tare, a fost în 1707, când un tsunami a distrus și omorât mai multe persoane respectiv locuințe pe coasta provinciei filierei Kii. Yorimasa a făcut tot ce i-a stat în putința să stabilizeze lucrurile în filiera Kii, dar s-a bazat pe conducerea din Edo de la acea perioadă.
În 1712, Shogunul Ienobu a murit, și a fost urmat de către fiul său, adolescentul shōgun Tokugawa Ietsugu. Yorimasa a decis că el nu se poate baza pe confucianiștii conservativi ca și Arai Hakuseki din Edo și a facut ce a putut ca să stabilizeze regiunea filierei Kii. Înainte ca el sa poată implementa schimbările, shōgunul Ietsugu a murit la începutul anului 1716. El avea doar șapte ani, și a murit fără a avea un moștenitor, deci shogunatul a ales următorul shōgun din una dintre cadet lines.

## Familie
- Tată: Tokugawa Mitsusada
- Mamă: Oyuri no Kata, mai târziu cunoscută sub numele de Jōenin (ja) (1655–1726)
- Frați vitregi:
  - Tokugawa Tsunanori (1665–1705), cel de-al patrulea daimyō al filierei Kishū, căsătorit cu Tsuruhime, fiica celui de al 5 shōgun Tokugawa Tsunayoshi
  - Jirokichi
  - Tokugawa Yorimoto (1680–1705), cel de al 5-lea daimyō al filierei Kishū
  - Sakae-Hime, măritată cu Uesugi Tsunanori al regiunii filierei Yonezawa
  - Norihime, măritată cu Ichijō Kaneteru
  - Tsunahime
  - Ikuhime, măritată cu Satake Yoshimitsu
- Soție: Fushimi-no-Miya Masako (1691–1710), mai târziu cunoscută sub numele de Kontokuin
- Concubine:
  - Osuma no Kata (1688–1713), mai târziu cunoscută sub numele de Shintokuin
  - Okon no Kata (1696–1723), mai târziu cunoscută sub numele de Hontokuin
  - Oume no Kata (1700–1721), mai târziu cunoscută sub numele de Shinshin'in
  - Okume no Kata (1697–1777), mai târziu cunoscută sub numele de Kakujuin
  - Osatsu no Kata
- Copii:
  - Tokugawa Ieshige, născut de Osuma no Kata
  - Tokugawa Munetake, născut de Okon no Kata
  - Tokugawa Genjo (1719–1720), născut de Oume
  - Tokugawa Munetada, născut de Oume
  - Yoshihime (1722–1722), mai târziu cunoscută sub numele de Denjuin, născută de Okume
- Fiu nelegitim: Tenichi (a cărui mamă a fost Shirabyoshi; condamnat la moarte în perioada de conducere a lui Yoshimune)
- Fiice adoptate: 
  - Tonehime, măritată cu Date Munemura al regiunii filierei Sendai
  - Takehime (1705–1772), fiica lui Hirosada Seikan'in, adoptată de Tokugawa Tsunayoshi și măritată cu Shimazu Tsugutoyo al regiunii filierei Satsuma, mai târziu cunoscută sub numele de Joganin; a avut un fiu, Shimazu Munenobu, și o fiică, Kikuhime

## Shōgun(1716–1745)
Yoshimune izbutește să ocupe postul de shōgun în Shōtoku(1716). A ocupat acest post timp de 30 ani. Yoshimune este considerat ca unul dintre cei mai buni shōgun din perioada familiei Tokugawa.
Yoshimune a stabilit gosankyō-ul să mărească (sau, mai bine spus, să înlocuiască) gosanke-ul. Doi dintre fiii săi, împreună cu cel de-al doilea fiu al succesorului său, Ieshige, au devenit astfel fondatorii filierei Tayasu, filierei Hitotsubashi, respectiv filierei Shimizu. Spre deosebire de gosanke, ei nu domneau peste o regiune. Totuși, ei au rămas proeminenți până la sfârșitul domniei familiei Tokugawa și, câțiva shōguni mai târziu, unul dintre aceștia (shōguni) a fost ales din filiera Hitotsubashi.
Yoshimune este cunoscut pentru reformele sale financiare. El a respins sfaturile conservative ale lui Arai Hakuseki și el a început ce avea să fie cunoscut mai târziu sub numele de „reformele Kyōhō”.
Yoshimune a încercat, de asemenea, sa readucă la viața metalurgia tradițională japoneză a săbiilor. Încă de la începutul perioadei Edo, a fost destul de dificil pentru fierari să-și câștige traiul și să fie și ajutați de către daimyō, din cauza lipsei fondurilor. Dar Yoshimune era oarecum nemulțumit de această situație, ce cauza o scădere a abilităților. Astfel, el a adunat fierari din toate feudele daimyō-lor pentru un mare concurs, în 1721. Cei patru câștigători erau toți mari meșteri ai timpului: Mondo no Shō Masakiyo (主水正正清), Ippei Yasuyo (一平安代, al patrulea din generația sa), Nanki Shigekuni (南紀重国) și Nobukuni Shigekane (信国重包). Dar ideea nu a funcționat cum trebuie și concursul nu a reușit să atragă interes, ca și turneele din Japonia modernă.
Yoshimune a ordonat, de asemenea, scrierea cărții „Kyōhō Meibutsu Chō-lui” (享保名物帳), catalogând cele mai bune și mai faimoase săbii din toată Japonia. Această carte a constituit începutul perioadei Shinshintō din istoria Nihontō-lui și indirect a contribuit la conceptul școlii Gassan, care deja proteja tradiția Nihontō încă dinaintea ba chiar și după capitularea Japoniei.
Cu toate că orice fel de carte din alte țări fuseseră cu totul interzise încă din 1640, Yoshimune a diminuat gradul de asprime al legilor în 1720, începând astfel un influx de cărți străine și traducerea lor în japoneză, inițiind dezvoltarea studiilor occidentale, sau „rangaku”.  Diminuarea gradului de asprime de către Yoshimune a legilor este posibil să fi fost influențată de către o serie de lecturi primite de la filozoful și astronomul Nishikawa Joken.

## Ōgosho(1745–1751)
În 1745, Yoshimune a abdicat, luând titlul de Ōgosho și lăsând astfel postul public celui mai mare fiu al său. Titlul este același cu cel luat de către Tokugawa Ieyasu o dată cu abdicarea sa în favoarea fiului său Hidetada, care de asemenea a luat același titlu o dată cu pensionarea sa.
Yoshimune a murit în a 20-a zi a celei de a 5-a lună a anului Kan'en (12 iulie 1751). Numele său de budist a fost Yutokuin. Este înmormântat la Kan'ei-ji.

## Descendenți remarcabili
Tokugawa Ieshige
- Tokugawa Shigeyoshi
- Tokugawa Ieharu
  - Tokugawa Iemoto (1762–1779)
  - Tokugawa Teijiro (1762–1763)
  - Manjuhime (1761–1773)
  - Chiyohime (1756–1757)

Tokugawa Munetada
- Yasuhime married Shimazu Shigehide
- Sennosuke
- Matsudaira Shigemasa
- Kanejiro
- Kenzaburo
- Kuroda Haruyuki (1753–1781)
  - Morosaburo
- Matsudaira Shigetomi
  - Matsudaira Haruyoshi
    - Sohime măritată cu Matsudaira Naritaka
    - Ogimaru
    - 3 fiice au murit in pântec
    - Zendo
    - Norihime, măritată cu Abe Masahiro
    - Matsudaira Naritsugu
      - Kikuhime
      - Yoshimaru
      - Kuninosuke
- Tokugawa Harusada
  - Kiihime, măritată cu Hosokawa Naritatsu
  - Tokugawa Ienari
  - Matsudaira Yoshisue (1785–1804)
  - Kuroda Naritaka (1777–1795)
    - Kuroda Narikiyo (1795–1851)
      - Junhime, măritată cu Kuroda Nagahiro

  - Tokugawa Harukuni (1776–1793)
    - Tokugawa Naritomo

  - Tokugawa Nariatsu
    - Katsuchiyo
    - Tokugawa Narinori (1803–1830)
    - Nobunosuke
    - Rikihime, măritată cu Arima Yorinori
    - Kikuhime, măritată cu Okudaira Nobumasa
    - Tsunehime (1805–1858), măritată cu Shimazu Nariakira
      - Kikusaburo

  - Tokugawa Narimasa
    - Kinhime (1800–1830), măritată cu Tokugawa Narinori al familiei Hitotsubashi-Tokugawa
    - Shizuhime (1803–1803)
    - Tokugawa Masatoki (1805–1839)
    - Naohime (1807–1872), măritată cu Tokugawa Naritaka
    - Takeshisuke (1799–1800)
    - Tsuhime (1800–1801)
    - Hi-hime (1805–1860), măritată cu Matsudaira Sadamichi al filierei Kuwana
    - Aihime (1813–1832), măritată cu Tokugawa Nariharu
    - Tokugawa Yoshihisa (1823–1847) al familiei Hitotsubashi-Tokugawa
    - Sonosuke (1824–1825)
    - Miru'in (1807–1807)
    - Kenzaburo (1814–1817)
    - Suruda-hime (1807–1820), logodită cu Tsugaru Nobuyuki
    - Kinhime (1809–1851), măritată cu Tsugaru Nobuyuki
    - Kihime (1811–1817), logodită cu Matsudaira Sadakazu al filierei Kuwana
    - San-sen-hime (1818–1820)
    - Senjuhime (1821–1860), măritată cu Matsudaira Takeshige al filierei Hamada
    - Tsunehime (1815–1819)
    - Toshihime (1816–1818)
    - Tokugawa Narikura (1818–1837) din familia Hitotsubashi-Tokugawa
    - Junhime (1821–1906), măritată cu Tachibana Akitomo al filierei Yanagawa
    - Yaehime (1823–1826)
    - Ikunosuke (1825–1826)
    - Itarihime (1824–1826)
      - Fudehime (1830–1886), măritată cu Nabeshima Naomasa
      - Tokugawa Yoshitsugu

    - Matsudaira Shungaku
      - Rokunosuke (1872)
      - Naohime (1873)
      - Kotai (1875)
      - Yasuhime (1860–1865)
      - Sadahime (1865)
      - Setsuko (1876–1936), măritată cu Matsudaira Yasutaka
      - Matsudaira Yoshichika al ramurii Owari Tokugawa
      - Chiyoko, măritată cu Sanjo Kinyoshi
      - Matsudaira Yoshitami
        - Matsudaira Nagayoshi

      - Masako măritată cu Mori Goro
        - Mori Motoyoshi

      - Satoko (1878–1955), măritată cu Atsushi Tokugawa
        - Tokugawa Yoshihiro
        - Tokugawa Yoshitomi
        - Tokugawa Yoshinao
        - Tokugawa Yoshitomo
        - Tokugawa Hisako
        - Tokugawa Yoshikuni
        - Tokugawa Kiwako, măritată cu Todo Toyotora

    - Tokugawa Yoshiyori din familia Tayasu-Tokugawa  
      - Haruhime (1868–1868)
      - Okimaru (1871–1871)
      - Ryumaro (1862–1862)
      - Shizuhime (1866–1912), măritată cu Sakai Tadazumi
      - Kagahime (1867–1868)
      - Kikuhime (1856–1865)
      - Tokugawa Takachiyo
      - Shiun'in (1862–1862)
      - Tokugawa Iesato
      - Tokugawa Yorimichi (1872–1925) al familiei Kii-Tokugawa 
        - Senman
        - Tokugawa Haru
        - Tokugawa Yorisada
          - Tokugawa Yoriaki
          - Takako măritată cu Tokugawa Tsuyoshi

      - Tokugawa Satotaka
        - Sumiko, măritată cu Naoyoshi Mizoguchi din Kyoko
        - Tokiko, măritată cu Tsuchiya Kennao
        - Tsuyako, măritată cu Tachibana Kantoku
        - Keiko, măritată cu Okubo Kan'ichi
        - Shuko, măritată cu Tokugawa Takesada din familia Matsudo-Tokugawa 
          - Tokugawa Hirotake

        - Satonari Tokugawa
          - Munefusa Tokugawa
          - Masako, măritată cu Tokugawa Yoshiyasu din familia Owari-Tokugawa
          - Tokugawa Munemasa (1930–1999)
          - Tokugawa Munehiro
          - Sumiko, măritată cu Hitoguchi Michiobu
          - Matsudaira Munetoshi (n. 1940)
            - Matsudaira Teruyasu
            - Matsudaira Satoko
            - Matsudaira Uketamasa

    - Ryohime (1808–1890), măritată cu Sakai Tadaaki
      - Sakai Tadamichi
        - Sakai Tadahisa
          - Kikuko, măritată cu Sakai Tadaatsu
          - Masako, măritată cu Saji Hidesato
          - Kimiko, măritată cu Shimohara Hideo
          - Kokiko, măritată cu Saeki Teruaki
          - Satoko, măritată cu Takegawa Junpei
          - Kishiko, măritată cu Saeki Tomoaki
          - Hisako
          - Kiwako

        - Sakai Tadanaga
          - Kiyoko, măritată cu Nishio Nakamitsu
          - Kazuko, măritată cu Omura Junyuki
          - Chizuyo, măritată cu Sakai Tadayasu
            - Sumiko, măritată cu Ogoshi Tsuyoshi
            - Tsuruko, măritată cu Oguri Katsuhide

          - Sakai Tadaharu
          - Sakai Tadaakira
            - Sakai Tadahisa
            - Sakai Tadahito
            - Noriko, măritată cu Fuji Mitsunaga
            - Mashiko, măritată cu Ishihara Shigechika

Tokugawa Munetake
- Mikuzumi (1747–1753)
- Tanehime (1765–1794), măritată cu Tokugawa Harutomi
- Sadahime (1767–1813), măritată cu Matsudari Haruyoshi
- Otogiku (1752–1753)
- Osamuhime (1756–1820), măritată cu Sakai Tadanori
- Keijiro (1745–1753)
- Tokugawa Haruaki
- Makotohime (1741–1759), logodnica lui Date Shigemura
- Yuhime (1743–1743)
- Tetsunosuke (1747–1752)
- Shukuhime (1744–1815), măritată cu Nabeshima Shigeharu
- Setsuhime (1756–1815), măritată cu Mori Haruchika
- Nakahime (1751–1779), măritată cu Ikeda Shigenobu
  - Ikeda Haruyuki (1765–1781)
- Matsudaira Sadakuni (1757–1804), moștenitor al filierei Iyo-Matsuyama 
  - Matsudaira Sadanori (1793–1803)
  - Sakai Tadayori
  - Matsudaira Sadamichi (1805–1835)
    - Matsudaira Katsushige din familia Hisamatsu-Matsudaira
- Matsudaira Sadanobu
  - Katō Yasuzumi
  - Matsudaira Terutake
  - Fukuhime, măritată cu Matsudaira Sadanori
  - Matsura Hiromu
  - Kotohime, măritată cu Makino Tadatsune al filierei Nagaoka, mai târziu măritată cu Naitō Nobuatsu
    - Naitō Nobuchika
      - Naitō Nobunin

  - Sanada Yukitsura (1791–1852)
    - Kutsuki Tsunaeda al filierei Fukuchiyama
    - Sanada Yukiyoshi (1814–1844)
      - Sadahime, măritată cu Matsudaira Sadamichi al filierei Kuwana Domain
      - Sanada Yukinori (1836–1869)
        - Masahime, măritată cu Ishikawa Shigenori
        - Yoshihime, măritată cu Honda Tadaatsu
        - Sanada Yukiyo (1870–1948)
          - Sanada Yukikuni
          - Sanada Yukikazu

  - Suwa Tadahiro
    - Suwa Tadamori

  - Matsudaira Sadanaga
    - Matsudaira Chikayoshi
    - Matsudaira Sadakazu (1812–1841)
      - Toyoko, măritată cu Kuroda Nagatomo
      - Matsudaira Sadamichi (1834–1859)
        - Hatsuko, măritată cu Matsudaira Sadaaki
        - Matsudaira Sadanori (1857–1899)
          - Eiko, măritată cu Matsudaira Sadaharu

    - Itakura Katsukiyo
      - Itakura Katsukira

    - Toki Yoriyuki (1826–1873)
      - Sugoko, măritată cu Ohara Shigetomo
      - Suzuko, măritată cu Tamura Takaaki
      - Tori Yorioki (1848–1911)
        - Oyamada Nobukura
        - Okubo Tatsu
        - Tori Yoritoshi (d. 1911)
        - Tori Yuki (d. 1918)

## Erele domniei lui Yoshimune
Anii în care Yoshimune a fost shōgun sunt identificați mai ușor cu ajutorul a mai multor ere sau „nengō”.
- Shōtoku (1711–1716)
- Kyōhō  (1716–1736)
- Genbun (1736–1741)
- Kanpō  (1741–1744)
- Enkyō  (1744–1748)

## În cultura populară
Tokugawa Yoshimune este personajul principal din lunga serie televizată Abarenbō Shōgun. Acest jidaigeki includea câteva dintre aspectele reale ale carierei lui Yoshimune pe când restul reprezintă, în general, ficțiune. Yoshimune a fost portretizat în serial de către actorul Ken Matsudaira, care și-a reluat rolul în filmul Kamen Rider OOO Wonderful: The Shogun and the 21 Core Medals și jocul video Kamen Rider: Battride War II.
„Drama taiga” din 1995, Hachidai Shogun Yoshimune portretiza viața lui Yoshimune în NHK de duminică într-o primă fază. Toshiyuki Nishida a jucat rolul lui Yoshimune în serialul James Miki.
Pe 2 ianuarie 2008, jidaigeki-urile anuale de pe TV Tokyo speculează evenimentele din cronicile lui Tokugawa Fūun-roku din viața lui Yoshimune.
Yoshimune a avut un rol neimportant în manga Red Hot Chili Samurai de Yoshitsugu Katagiri.
Un Yoshimune-femeie este personajul central al manga-ului istoric al lui Fumi Yoshinaga, Ōoku, având la bază cronicile din timpul domniei shogunatului Tokugawa.
Yoshimune este un personaj minor în serialul-anime Mushibugyo.
Yoshimune este prezentat în The Iris Fan de Laura Joh Rowland (2014).